# Museo Popular de Trøndelag
El Museo Popular de Trøndelag (en noruego, Trøndelag Folkemuseum), llamado popularmente Sverresborg es un gran museo al aire libre en Trondheim, Noruega, sobre historia y cultura. En los años recientes ha incluido también grandes exposiciones de interior. Comprende también una gran colección de material de archivos y fotografías.
Los 60 edificios que se localizan en el interior del museo proceden de diferentes épocas y de distintos lugares de Noruega, principalmente de la región de Trøndelag. El edificio más antiguo es la iglesia de madera de Haltdalen, una stavkirke del siglo XII; la mayoría son inmuebles de los siglos XVIII y XIX, que incluyen edificios rurales, casas urbanas y chozas laponas (goahti).
El Museo Popular de Trøndelag fue fundado oficialmente en 1913 (después de cuatro años de reunir edificios antiguos), y en 1914 se trasladó a Sverresborg, el área de Trondheim cercana a las ruinas de la fortaleza del rey Sverre. El área del museo en 2008 era de 15 hectáreas.
También administra al Museo Rural de Meldal, al Museo de la Navegación de Trondheim y al Museo Noruego de Sordos.
- Datos: Q6516903
- Multimedia: Trøndelag Folkemuseum / Q6516903